# N5 (Guinea)
Die N5 ist eine Fernstraße in Guinea, die in Mamou beginnt und in Koundara an der Grenze nach Senegal endet. Sie ist 437 Kilometer lang.

## Kreuzungen
| Nummer | Ort      | Fernstraße |
| ------ | -------- | ---------- |
| 1      | Pellel   | N26        |
| 2      | Hufla    | N22        |
| 3      | Tiankoi  | N23        |
| 4      | Koundara | N29        |